# The Carphone Warehouse
The Carphone Warehouse é uma empresa europeia de venda a retalho de telefones celulares, com sede no Reino Unido. É umas das maiores em seu segmento, com cerca de 1700 lojas na Europa. Fora das Ilhas Britânicas opera sob a marca The Phone House.
até que se fundiu com a Dixons Retail em 07 de agosto de 2014 para formar Dixons Carphone.